# (3161) Beadell
(3161) Beadell est un astéroïde de la ceinture principale.

## Description
(3161) Beadell est un astéroïde de la ceinture principale. Il fut découvert le 9 octobre 1980 à l'Observatoire Palomar par Carolyn S. Shoemaker. Il présente une orbite caractérisée par un demi-grand axe de 2,57 UA, une excentricité de 0,17 et une inclinaison de 14,9° par rapport à l'écliptique.

## Compléments